# Тахти, Илле Ефимович
Илле Ефимович Тахти (по паспорту — Илья Ефимович Ефимов; 4 сентября 1889, Нюшкасы — 22 февраля 1938, Чебоксары) — чувашский писатель, фольклорист. С 1934 года в СП СССР.   

## Биография
Родился 4 сентября 1889 года, дер. Нюшкасы Янтиковского района Чувашии.
Окончив деревенскую школу поступил в Казанскую учительскую семинарию, получив звание учителя в 1908-14 гг. работал директором в Таутовской средней школе Аликовского района Чувашии.
Собирал народные песни, стихи. В 1911 году издал их в Казани в 2 томах: первый — «Тавăт, Мĕлĕш, Шураç юррисем» (Таутовские, мелешские, шурасьские песни), второй — «Хурась».
В 1922-1925 годах занимал должность инспектора Наркомпроса республики.
В 1925-1928 годах получил образование в Московском литературном институте, в тот же период трудился в редакциях журнала «Ĕçлекенсен сасси» (Голос трудящихся) и газеты «Чăваш хресченĕ» (позднее газета «Коммунар»).
В 1928-1931 Илле Тахти преподаёт в Чебоксарском педагогическом техникуме чувашский язык и литературу.
В 1931-1938 годы писатель жил литературным трудом.
Долгое время страдал болезнью лёгких, умер 22 февраля 1938 года в чебоксарской больнице. Похоронен на мемориальном кладбище города Чебоксары.
Ближайшие родственники: дочь Александра Ильинична Ефимова (Уварова), сын Владимир Ильич Ефимов.

## Работы
Всего писатель выпустил 10 книг:
- «Колчак» (1919; 1935),
- «Калавсемпе сăвăсем» - Рассказы и стихи (1930),
- «Шерхулла» - Шерхулла (1936),
- «Калавсем» - Рассказы (1955),
- «Суйласа илнисем» - Избранное (1960),
- «Поэзи, проза, публицистика» (1979).